# السيد (ذي السفال)

تعديل مصدري - تعديل

السيد محلة تابعة لقرية المحجر، التابعة لعزلة خنوة بمديرية ذي السفال إحدى مديريات محافظة إب في الجمهورية اليمنية، بلغ تعداد سكانها 336 حسب تعداد اليمن لعام 2004.